# 權俊
權俊（1541年—1611年），字彥卿，號元堂。本貫安東權氏，朝鮮王朝將領。
權俊是朝鮮理學家權近的後裔。後來擔任中衛將。在壬辰倭亂期間，曾多次追隨李舜臣，參加過玉浦海戰、泗川海戰、唐浦海戰、閑山島海戰和釜山浦海戰。權俊與裴興立、李純信、金得光、宋希立五人，都是李舜臣所倚重的部將。（元均稱他們五人為李舜臣的「五子」。）
在唐浦海戰中，擔任中衛將的權俊射殺日軍主將得居通年。因功升順天府使。但1594年，便被告發欺壓百姓，而受到處置。
1604年，朝鮮宣祖大封功臣時，權俊因為在壬辰倭亂中立下的功勞，封宣武三等功臣、安昌君。1607年被光海君罷官。1611年逝世。